# Элдиг-Хем
Элдиг-Хем (тув. Элдиг-Хем) — село в Дзун-Хемчикского кожууне Республики Тыва. Административный центр и единственный населённый пункт одноимённого сумона.

## История
Основан в 1960-х годах как рабочий поселок. В 2006 году он получил статус административной единицы.

## География
Село находится у впадения р. Эльдиг-Хем в р. Улуг-Чыргакы.
Уличная сеть
ул.
ул. Буян Монгуш, ул. Ленина, ул. Монгуш Очур, ул. Новая, ул. Шуралгак

## Население
| 2002 | 2010 | 2011 | 2012 | 2013 | 2014 | 2015 |
| ---- | ---- | ---- | ---- | ---- | ---- | ---- |
| 179  | ↗227 | ↘226 | ↗230 | ↘229 | ↗234 | ↗236 |
| 2016 | 2017 | 2018 | 2019 | 2020 | 2021 |      |
| →236 | ↗240 | →240 | ↗244 | ↗245 | ↘239 |      |

Живут здесь в основном молодые семьи..

## Инфраструктура
Многие традиционно занимаются лесозаготовкой леса, имеется шесть пилорам.
образование
Д/С «ТАЕЖНЫЙ»
МУЧ ЭЛДИГ-ХЕМСКАЯ САНАТОРНАЯ ШКОЛА-ИНТЕРНАТ
Загородный лагерь «Шуралгак»
медицина
ФАП. Построен в 2017 году собственными силами.
культура
МБУ СЕЛЬСКИЙ ДК СУМОН ЭЛДИГ-ХЕМ
административная деятельность
МУЧ СП СУМОН ЭЛДИГ-ХЕМ, МУЧ ХП СП СУМОН ЭЛДИГ-ХЕМ

## Транспорт
Автомобильная дорога Чыргакы-Элдиг-Хем, поселковые дороги местного значения.